# Scincella przewalskii
Scincella przewalskii är en ödleart som beskrevs av  Jacques von Bedriaga 1912. Scincella przewalskii ingår i släktet Scincella och familjen skinkar. Inga underarter finns listade i Catalogue of Life. Artepitet i det vetenskapliga namnet hedrar Nikolaj Przjevalskij.
Arten är endast känd från provinsen Gansu i Kina. Det är inget känt angående levnadssättet.
Informationer beträffande populationens storlek och möjliga hot saknas. IUCN listar arten med kunskapsbrist (DD).